# Resolució 432 del Consell de Seguretat de les Nacions Unides
La Resolució 432 del Consell de Seguretat de les Nacions Unides, fou aprovada per unanimitat el 27 de juliol de 1978, després de reafirmar les resolucions anteriors sobre el tema, inclosa la resolució 385 (1976), el Consell va instar el respecte de la integritat territorial de Namíbia per part de Sud-àfrica i va demanar que integració plena de Walvis Bay a Namíbia. La ciutat havia estat directament administrada per Sud-àfrica.